# Tytti Tuppurainen
Tytti Johanna Tuppurainen, née le 18 février 1976 à Oulu, est une femme politique finlandaise, membre du Parti social-démocrate.

## Biographie
Née en 1976 d'un père violoniste et d'une mère ménagère, Tuppurainen obtient sa maîtrise en art en 2003 à l'université d'Oulu. En 2011, elle est élue députée de la circonscription d'Oulu au parlement finlandais sous la bannière du Parti social-démocrate. Elle est membre du comité de l'agriculture et de la forêt depuis 2011 et du grand comité, dont elle est vice-présidente, depuis 2015. Elle est réélue députée en avril 2015 et avril 2019.
Elle est ministre des Affaires européennes dans le gouvernement Rinne entre 2019 et 2023.